# Diario de Navarra
O Diario de Navarra é um jornal espanhol publicado em Pamplona, Navarra. Juntamente com o Diario de Noticias é um dos principais jornais navarros.
Foi fundado em 1903 por um grupo de empresários locais e tem sido editado desde 25 de fevereiro de 1903 sem interrupções, o que faz dele um dos jornais mais antigos de Espanha ainda em circulação. A sua orientação política tem sido tradicionalmente de carácter conservador e regionalista, defendendo o regime foral (autonomia) de Navarra dentro da Coroa Espanhola. Nos últimos anos a sua linha editorial é usualmente associada à União do Povo Navarro (UPN, um partido regionalista de centro-direita). O jornal tem uma quota de 70% no mercado regional, a maior de qualquer jornal espanhol. Em 2009/2010 a tiragem média diária era de cerca de 59 000 exemplares.
O Diario de Navarra é propriedade da empresa "La Información S.A.", presidida por Virgilio Sagüés Arraiza (2011).

## Estatutos
Os estatutos da sociedade que detém o jornal desde a sua fundação tem algumas claúsulas pouco comuns que obrigam o cumprimento de algumas exigências aos potenciais acionistas. Para que alguém possa ser acionista, terá que residir na comunidade foral de Navarra ou ser descendentes em linha direta de alguém que o tenha tido aquela condição. Os acionistas atuais e o seu Conselho de Administração têm sempre direito de preferencial de aquisição sobre as ações que outros acionistas ponham à venda. Por imposição estatutária, nenhum dos atuais 600 acionistas, a maioria deles descendentes dos 56 sócios fundadores, tem mais do que 180 votos nas assembleias, independentemente do número de ações que possuam.

## História
O primeiro número do Diario de Navarra saiu em 25 de fevereiro de 1903, numa altura em que Pamplona tinha 30 000 habitantes. Na altura competia com outros três jornais, dois deles carlistas ("El Pensamiento Navarro" e "La Tradición Navarra") e um liberal ("El Eco de Navarra"); este último o mais antigo de todos eles.

Iniciou-se como independente, em conformidade com o artigo 2º dos seus estatutos:
| “ | Inspirar-se-à, não obstante, sem alardes desenecessários, nos verdadeiros sentimentos religiosos do país; não se converterá, nem direta nem indiretamente, em órgão de partido político algum; saberá recolher e manter os ensinamentos da ordem social da família e da propriedade, defenderá resolutamente o nosso regime privativo e procurará orientar a opinião com um critério reto e elevado independentemente de toda a agrupação política. Deverá distinguir-se também a nova publicação pela sua parcimónia em tributar elogios e pela sua moderação e imparcialidade para examinar a gestão das autoridades locais, formulando respeitosa censura, ou tributando o devido aplauso, sejam quais forem as pessoas envolvidas. | ” |

Os primeiros anos foram tortuosos. O seu primeiro diretor, em 1903, foi José Vicente Berazaluce, que havia sido diretor do "Eco de Navarra". Sucedeu-lhe Eustaquio Echauri, alcunhado de Fradúe, em 1905, um ex-sacerdote que teve que abandonar a direção após ser condenado ao desterro por causa de uma querela com o reitor do seminário. O diretor seguinte, Mario Ozcoidi Castán, também se viu envolvido noutro processo judicial e foi condenado a oito anos e um dia de prisão maior por ter saído numa das edições do jornal um texto contra o rei Afonso XIII. Depois de passar três meses preso foi indultado, tendo abandonado pouco depois a direção do jornal, em 1912, a favor do madrileno Raimundo García García (conhecido como "Garcilaso"), que ocupou o cargo durante 50 anos.
Em 1921 a sede foi instalada no número 49 da Calle Zapatería, onde ainda hoje permanece.
Devido à atividade política do diretor "Garcilaso", que foi deputado durante a ditadura de Primo de Rivera e durante a Segunda República pela coligação de direita, o jornal teve grande influência durante a guerra civil. Em maio de 1936 Garcilaso foi mediador entre os carlistas navarros e o general Mola, o governador militar de Pamplona, na participação de Navarra no golpe de estado nacionalista, ao mesmo tempo que mantinha reuniões com o general Sanjurjo, outro dos golpistas.
Após a morte de Raimundo García em 1962, a direção do jornal foi ocupada por José Javier Uranga Santesteban (conhecido como "Olarra"). A 22 de agosto de 180, "Olarra" foi metralhado pela ETA, tendo sobrevivido quase por milagre apesar de ter recebido inúmeros impactos de balas. Em 1990 Julio Martínez Torres sucedeu a José Uranga. O jornal é dirigido desde 2006 por Inés Artajo Ayesa, que se tornou assim a primeira mulher à frente de um dos 40 maiores jornais espanhóis.

## Relações empresariais
A influência do jornal estende-se a outros âmbitos na sociedade navarra. A empresa proprietária do jornal, "La Información S.A." participa em diversos consórcios empresariais:
- Na área da televisão , o Canal 4 Navarra, um canal de televisão regional,[10]

- No campo da rádio, a empresa controla a "Radio Navarra" em conjunto com "Uniprex S.A." do grupo Antena 3, proprietária da Onda Cero e Europa FM.

- No campo editorial, a empresa participa na EGN e no jornal gratuito Vivir Pamplona (posteriormente denominado ADN, após um acordo com o Grupo Planeta). Mantém ainda uma relação profissional com o diário de Saragoça Heraldo de Aragón, controlado pela Ibercaja, através do consórcio "Ibercentro Medios S.L.", o qual também atua na área de Internet.[11]